# 나타샤 켈러
나타샤 켈러(독일어: Natascha Keller, 1977년 7월 3일~)는 독일의 은퇴한 필드하키 선수로 현역 시절 포지션은 공격수이다. 2004년 하계 올림픽 당시 독일 여자 대표팀의 일원으로 활약하여 금메달 획득에 기여했다.

## 개인사
켈러의 일가는 대부분 필드하키 선수 출신이다. 독일 국가대표 선수 출신인 할아버지 에르빈은 1936년 하계 올림픽에서 은메달을 획득했고 아버지인 카르스텐은 1972년 하계 올림픽에서 금메달을 획득했다. 오빠인 안드레아스와 남동생인 플로리안도 독일 대표팀 소속으로 올림픽에서 금메달을 획득했다.